# Putuputua
Putuputua ist eine Insel im Süden von Haʻapai im Pazifik. Sie gehört politisch zum Königreich Tonga.

## Geografie
Das Motu liegt am Westrand des Atolls im Gebiet von Lulunga bei Kotu und Matuku. Im Umkreis liegen die Inseln Kito, Lutueki, Foua, Teaupa und Tungua.

## Klima
Das Klima ist tropisch heiß, wird jedoch von ständig wehenden Winden gemäßigt. Ebenso wie die anderen Inseln der Haʻapai-Gruppe wird Putuputua gelegentlich von Zyklonen heimgesucht.